# Akkajaure
Akkajaure est l'un des plus importants lacs de barrage de Suède, formé par le barrage de Suorva.
Il est situé dans le comté de Norrbotten et le parc national de Stora Sjöfallet.

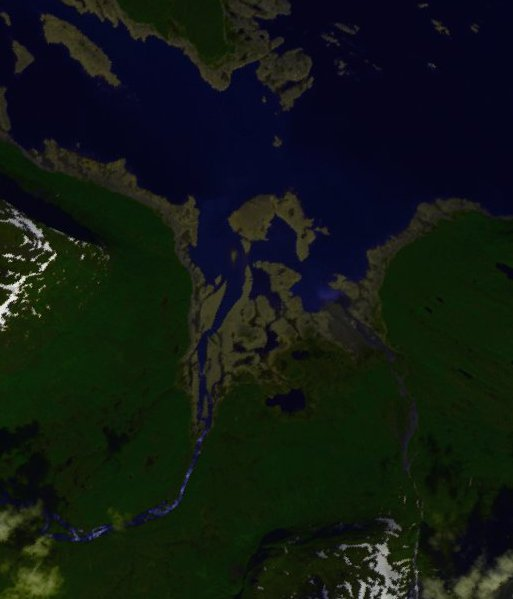
Les bouches de la Stora Lulevatten, sur la rive droite du lac.